# Fruity
Fruity is het zesde album van de Britse band Blue Mink. Het is opgenomen in de Morgan Studio's in Londen, een soort thuisbasis voor deze sessiemuzikanten, die eigenlijk Blue Mink erbij deden. De muziek is erg ritmisch voor die tijd.
Bezetting:
- Madeline Bell - zang;
- Roger Cook - zang;
- Alan Parker - gitaar;
- Herbie Flowers - basgitaar;
- Ann Odell - toetsen;
- Barry Morgan -drums;
- Ray Cooper - percussie.

## Nummers
1. Stop us (Blue Mink/Cook/Greenaway)
2. Let him stay (Flowers/Cook/Greenaway)
3. Quackers (Cooper/Blue Mink)
4. A song for Madeline (Cook/Greenaway)
5. Non commercial blues (Odell)
6. Morning glory (Cook/Greenaway)
7. I wanna be around (with you) (Bell/Jones)
8. Mouth (Flowers/Banks)
9. Eyeballs (Bell/Blue Mink)
10. Yesterday's gone (Odell)
11. Talkin drum (Morgan/Cooper)
12. Morning dew (Rose/Debson)
13. Get up (Cook/Greenaway/Flowers)
14. You're the one (Bell/Jones)
15. Where were you today (Dundas/Greenaway).

De LP heeft de scheiding tussen nummers 6 en 7; de nummers 13,14,15 zijn singles van de Blue Mink, die verschenen na de laatste LP, maar die niet op de LP terecht zijn gekomen.

## Trivia
- Het nummer "Morning glory" heeft bijna hetzelfde intro als Walk on the wild side van Lou Reed;
- "Get up" werd ook een hit toen het door The Rimtones werd gecoverd met als titel "7-6-5-4-3-2-1".